# Минянка
Миня́нка (бел. Мінянка) — деревня в Кобринском районе Брестской области Белоруссии. Входит в состав Буховичского сельсовета.
По данным на 1 января 2016 года население составило 110 человек в 52 домохозяйствах.
В деревне расположены почтовое отделение, средняя школа, ясли-сад и магазин.

## География
Деревня расположена в 14 км к северо-востоку от города и станции Кобрин и в 60 км к востоку от Бреста.
На 2012 год площадь населённого пункта составила 1,41 км² (141 га).

## История
Населённый пункт известен с 1890 года (под 1599 годом упоминается Минянка, но, вероятно, это название речки). В разное время население составляло:
- 1999 год: 83 хозяйства, 180 человек;
- 2005 год: 66 хозяйств, 150 человек;
- 2009 год: 133 человека;
- 2016 год[2]: 52 хозяйства, 110 человек;
- 2019 год[1]: 87 человек.